# Sommerschafweide im Weidental
Die Sommerschafweide im Weidental ist ein vom Landratsamt Münsingen am 31. Mai 1955 durch Verordnung ausgewiesenes Landschaftsschutzgebiet auf dem Gebiet der Gemeinde Hohenstein.

## Lage
Das etwa 29 ha große Landschaftsschutzgebiet liegt etwa 1 km nordöstlich des Hohensteiner Ortsteils Maßhalderbuch im Gewann Weidental. Es gehört zum Naturraum Mittlere Kuppenalb.
Geologisch stehen hauptsächlich die Unteren Massenkalke des Oberjuras an.

## Landschaftscharakter
Das Gebiet ist durch ein Mosaik aus Wald, Wacholderheiden und Wiesen geprägt. Die Wacholderheide im Südwesten des Gebiets ist in Sukzession begriffen. Im Südosten befindet sich ein weiterer schmaler Magerrasensaum am Waldrand.

## Zusammenhängende Schutzgebiete
Im Südwesten grenzt das Landschaftsschutzgebiet Sommerschafweide auf Hilbertswiese an, im Osten das Landschaftsschutzgebiet Sommerschafweide auf Schwendeberg.